# Guglielmo, vescovo d'Orange
Guglielmo (... – Antiochia di Siria, dicembre 1098) fu vescovo di Orange.
Prese parte alla prima crociata e dopo la morte di Ademaro di Le Puy, lo sostituì come capo riconosciuto del clero partecipante alla spedizione; tuttavia morì egli stesso sei mesi dopo.